# Carabao (band)

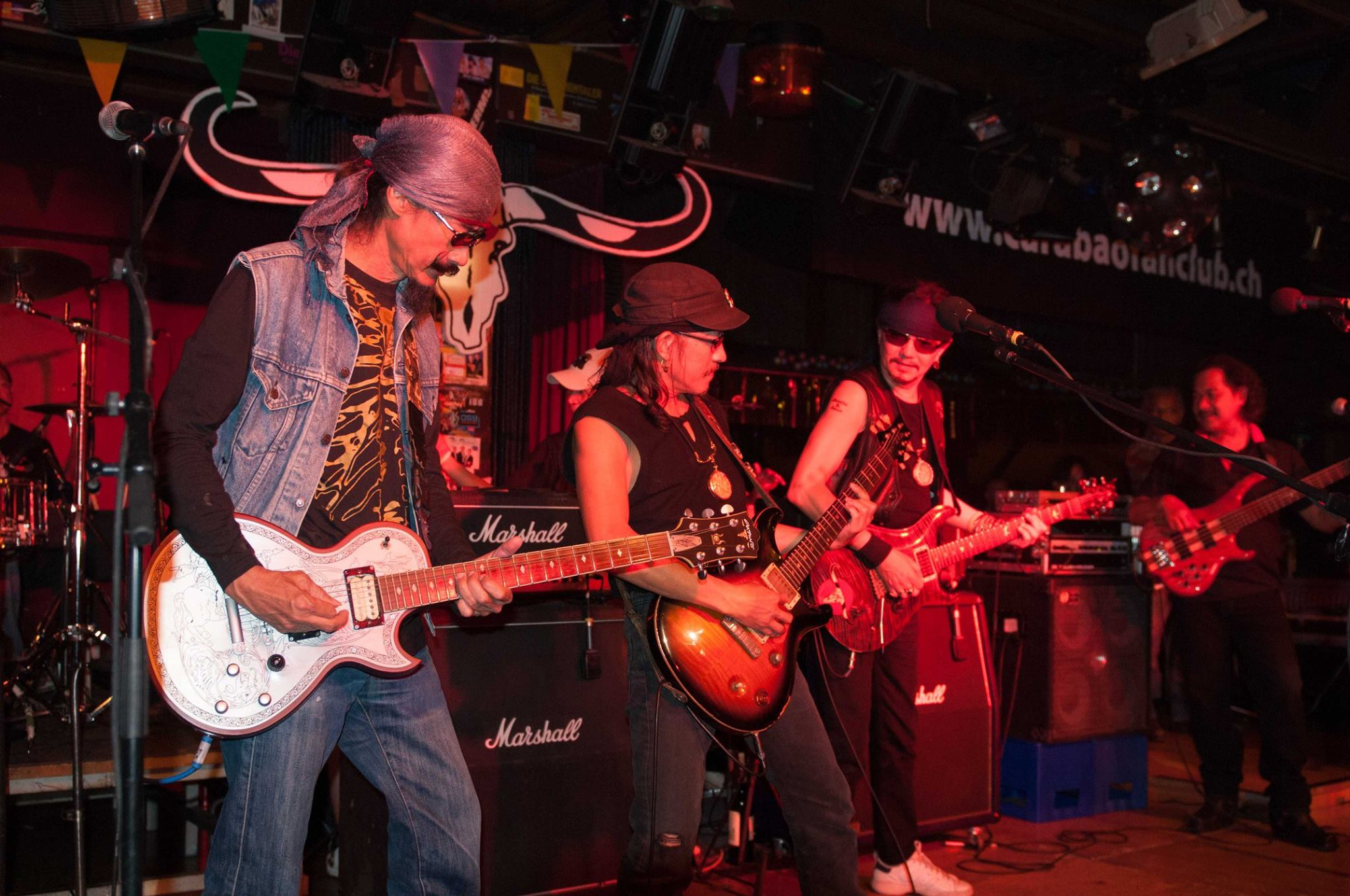
Carabao, 2014

Carabao is een Thaise band die in de jaren 80 van de twintigste eeuw is opgericht door bandleider Yeunyong Ophakul, nu beter bekend als Ad Carabao. 
Oorspronkelijk bestond de band uit zes leden. Inmiddels is dat gestegen tot acht leden.
Carabao is een band die al meer dan 25 jaar bestaat en erg populair is in Thailand. Ze spelen een soort muziek die bekendstaat als 'plaeng peua chiwit'. Dit is het best te vertalen als de welbekende Nederlandse term 'levenslied'. De muziek is een mix van folk, rock en diverse Thaise stijlen. Hun liedjes hebben vaak een sociale en politieke inslag waarbij het leven van de gewone Thai de inspiratiebron is. Daarnaast hebben ze ook een groot aantal liefdesliedjes en meer filosofisch getinte nummers geschreven. De legende-status bereikte men in 1984 met de release van "Made in Thailand". Ze hebben er een traditie van gemaakt bijna elk jaar een nieuw album uit te brengen.
Carabao bestaat uit:
Bandleider, zanger en gitarist Yeunyong Ophakul 

## Discografie
- 1981: Lung Khi Mao (Dronken Oom)
- 1982: Pae Khai Khuat (Old Bottle Collector)
- 1983: Wanipok (Blind Street Musicians)
- 1983: Thor Thahan Ot Thon (The Determined Corporal)
- 1983: Kamphucha (Cambodja)
- 1984: Made In Thailand
- 1985: Ameri-Koi (Greedy America)
- 1986: Pracha Thipatai (Democratie)
- 1987: Welcome to Thailand
- 1988: Thap Lang (The Lintel)
- 1990: Ham Jot Khwai (Verboden voor buffelkarren)
- 1991: Vicha Phae (The Scapegoat Lessons)
- 1992: Sacha Sip Prakarn (The Ten Commandments)
- 1993: Chang Hai (Huilende olifanten)
- 1994: Khong Sang Chat (The Nation-Builder)
- 1995: Jeak Kluoi (Giving Out Bananas)
- 1996: 15 Years of Carabao
- 1996: Carabao Chorus